# La Patrie
La Patrie è un comune del Canada, situato nella provincia del Québec, nella regione di Estrie.